# Horst Huisgen
Horst Huisgen (* 29. November 1913 in Mittel-Lazisk, Kreis Pleß; † 26. Februar 2002) war ein deutscher Politiker (NSDAP, FDP) und war Mitglied des Niedersächsischen Landtages sowie in der NS-Zeit nationalsozialistischer Funktionär.

## Leben
Huisgen trat bereits zum 1. Dezember 1931 der NSDAP (Mitgliedsnummer 768.161) und 1932 der HJ bei. 1934 legte er das Abitur an der Gerhart-Hauptmann-Oberrealschule in Breslau ab. Danach studierte er fünf Semester Rechtswissenschaften in Breslau und Berlin und arbeitete in der Landwirtschaft. Ab 1934 war er hauptamtlich für die HJ tätig, in der er bereits von März 1933 bis Mai 1934 Führer des HJ-Unterbanns Breslau-Land-Neumark gewesen war. Zudem war er Ratsherr in Breslau.
Von Mai bis Dezember 1934 war Huisgen Führer des HJ-Bannes Reichenbach/Eule, von Dezember 1934 bis Januar 1938 Stabsleiter in der HJ-Gebietsführung Schlesien. Im April 1937 wurde er zum HJ-Oberführer befördert. Seit Januar 1938 war er als Hauptreferent im Stab der Reichsjugendführung und dort als Mitarbeiter im Aufmarschstab der HJ tätig. Seit Mai 1939 war er im Reichsministerium für Volksaufklärung und Propaganda (RMVP) als Leiter des Referats II/6 Jugend und Sport zuständig für Jugendfragen, körperliche Ertüchtigung, Wehrpolitik, Luftschutz, Arbeitsdienst, Studentenfragen und Sport. Huisgen entwickelte Aktivitäten zur Förderung des deutschen Sports im Ausland in Zusammenarbeit mit der Reichssportführung, der Auslandsorganisation der NSDAP und dem Auswärtigen Amt. Er fungierte als HJ-Verbindungsführer zum RMVP und war vom Dezember 1940 bis Februar 1941 nebenamtlich als Generalbefehlshaber des HJ-Gebietes Oberschlesien tätig. Im Februar 1941 schied er auf Antrag der Reichsjugendführung aus dem Dienst beim RMVP aus und war seit März 1941 Führer des
HJ-Gebietes Oberschlesien in Kattowitz. Im November 1941 erfolgte seine Beförderung zum Hauptbefehlshaber. Von 1941 bis 1945 war er Dezernent bei der Provinzialverwaltung Oberschlesien sowie ebenda Leiter des Landesjugend- und Sportamtes und Senator der Arbeitskammer.
Ab September 1939 war Huisgen als Unteroffizier im Kriegseinsatz (im Dezember 1940 von der Wehrmacht beurlaubt). Er nahm in diversen Infanterie-Einheiten am Überfall auf Polen und am Krieg gegen die Sowjetunion teil und erlitt dabei mehrere Verwundungen. In der Folge wurde er Reserveoffizier der Division Großdeutschland. Bei Kriegsende geriet er in amerikanische Kriegsgefangenschaft und wurde 1945 im Internierungslager 75 Kornwestheim interniert. Nach seiner Freilassung am 30. Oktober 1946 arbeitete er als selbstständiger Handelsvertreter. Seit 1950 wirkte er für die FDP Niedersachsen als Hauptgeschäftsführer. Er arbeitete ab August 1955 freiberuflich in der Wirtschaft.
Vom 4. Dezember 1951 bis 5. Mai 1963 war Horst Huisgen als Angehöriger der FDP-Fraktion Mitglied des Niedersächsischen Landtages (2. bis 4. Wahlperiode). Er war zudem vom 12. Mai 1959 bis 5. Mai 1963 Schriftführer des Niedersächsischen Landtages. Für die FDP wirkte er vom 30. Mai 1961 bis 5. Mai 1963 als stellvertretender Vorsitzender der Landtagsfraktion, zudem war er u. a. vom 23. November 1954 bis 5. Mai 1955 Vorsitzender des Ausschusses für Forstangelegenheiten und vom 12. Mai 1959 bis 5. Mai 1963 Schriftführer.
Huisgen starb am 26. Februar 2002.